# 弁天島 (東通村)
弁天島（べんてんじま）は青森県東通村の下北半島北東部にある無人島。

## 概要
尻屋岬港の沖0.2キロの場所に位置する。
下北半島国定公園に含まれる。
また、ケイマフリの本州唯一の繁殖地であり、重要野鳥生息地に指定されている。

## 歴史
対岸と昭和9年に防波堤で繋がれた。防波堤は尻屋岬港を守る重要な役割を果たしている。